# 二峨薹草
二峨薹草（学名：Carex ereica）为莎草科薹草属的植物。分布于中国大陆的四川二峨山等地，多生在路旁，目前尚未由人工引种栽培。